# 咖啡馆岛
咖啡馆岛（丹麥語：Kaffeklubben Ø），或音译为卡菲克卢本岛，格陵兰极北部一岛屿，位于北冰洋中，距离北极点仅有707公里，被认为是地球最北端的陆地，无常住居民。
该岛1900年被美国探险家罗伯特·皮里（Robert Edwin Peary）发现，1921年，丹麦探险家劳格·科赫首次登上该岛，并命名其为“咖啡馆岛”，以纪念丹麦哥本哈根矿业博物馆中的咖啡馆。

## 植被
尽管咖啡馆岛上自然环境恶劣，但还是有植被的存在。这里不仅生长有各种地衣和苔藓，还有一些开花植物：包括挪威虎耳草和北极罂粟。